# Цілинна ділянка (біля с. Скельки)
Цілинна ділянка — ботанічний заказник місцевого значення. Об'єкт розташований на території Василівського району Запорізької області, біля села Скельки.
Площа — 5 га, статус отриманий у 1980 році.
Статус надано з метою охорони місць зростання лікарських рослин. Охороняється цілинна степова ділянка, де зростають кропива, буркун, деревій.